# Veronika Bode

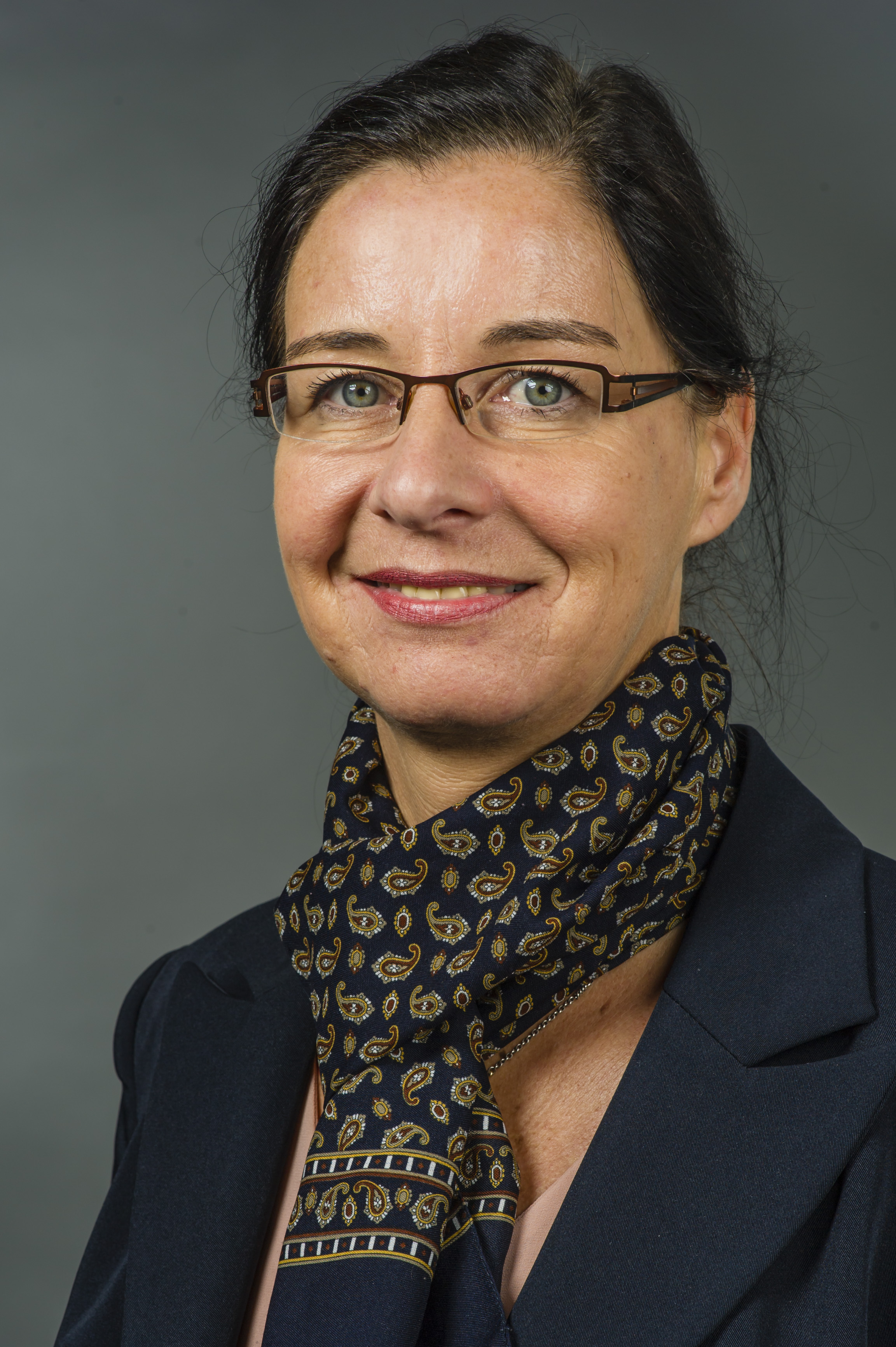
Veronika Bode, 2018

Veronika Bode geb. Nitschke, in erster Ehe Koch (* 8. Oktober 1972 in Helmstedt) ist eine deutsche Politikerin der Christlich Demokratischen Union Deutschlands (CDU) und seit November 2017 Mitglied des Niedersächsischen Landtages.

## Leben
Veronika Bode wuchs als Tochter des Industriekaufmanns und CDU-Kommunalpolitikers Johannes Nitschke in Grasleben auf. 1992 bestand sie am Gymnasium Julianum in Helmstedt die Abiturprüfung. Von 1993 bis 1997 durchlief sie eine Verwaltungsausbildung an der Niedersächsischen Fachhochschule für Verwaltung und Rechtspflege in Braunschweig. Nach dem Abschluss als Diplom-Verwaltungswirtin (FH) war sie bis zur Wahl in den Landtag 2017 als Beamtin bei der Stadt Wolfsburg beschäftigt.
Als Nachfolgerin ihres Vaters war Veronika Bode von 2011 bis 2021 ehrenamtliche Bürgermeisterin der Gemeinde Grasleben. Sie gehört dem Gemeinderat von Grasleben und seit 2016 dem Samtgemeinderat sowie dem Samtgemeindeausschuss der Samtgemeinde Grasleben an.
In Grasleben bekleidet sie zahlreiche Ehrenämter, ist unter anderem Vorsitzende im Komitee für die Partnerschaft zwischen der Samtgemeinde Grasleben und dem französischen Kanton Oulchy-le-Château (seit 2007), Gründungs- und Vorstandsmitglied im Förderverein Freizeitbad Grasleben (seit 2010), Mitglied im Pfarrgemeinderat St. Ludgeri Helmstedt (seit 2011) und Gründungsmitglied und Vorsitzende im Verein Grasleben für alle e.V. (seit 2016).
Bei den Landtagswahlen 2017 und 2022 trat sie jeweils im Landtagswahlkreis Helmstedt und auf der CDU-Landesliste an. Während sie im Wahlkreis jeweils dem SPD-Kandidaten Jörn Domeier unterlag, zog sie bei beiden Wahlen über den Landeswahlvorschlag in den Niedersächsischen Landtag ein. Die CDU-Fraktion wählte sie zur Sprecherin für die Bereiche Verbraucherschutz und Tierschutz. Daneben ist sie ordentliches Mitglied im Ausschuss für Bundes- und Europaangelegenheiten und Regionale Entwicklung sowie im Ausschuss zur Kontrolle besonderer polizeilicher Datenerhebungen.
Bode ist katholisch, hat eine Tochter und seit 2021 in zweiter Ehe verheiratet. Kurz nach der Landtagswahl 2022 nahm sie den Namen ihres Ehemannes (Bode) an.